# Umbrtka
«Umbrtka» — рок-гурт з  Чехії, чия музика має елементи стилів black, doom, industrial metal, underground і має назву «сірий метал». Основними темами їхніх текстів є спорожнілі промислові райони, заводи, електростанції, залізниці, брудні вулиці, поїзди та інші індустріальні елементи.
Часто згадуване в текстах ім'я «Umbrtka» це божественне уособлення промислового міста .

## Склад гурту
- Morbivod (Ondřej Klášterka) — вокал, гітара, бас-гітара, клавішні, програмування ударних
- Strastinen (Lukáš Kudrna) — вокал, гітара, бас-гітара, ударні
- Karl — вокал, гітара
- Well (Pavel Němec) — вокал, бас-гітара, фортепіано

## Дискографія

### Повні альбоми
- Zašpinit slunce (Забруднення Сонця) (2000)
- Dělnický a bezdomovecký šedý metal (Сірий метал працівників і безхадчинків ) (2001)
- Kladivo pracuje na 110% (Молот працює на 110%) (2001)
- Kovostroj plzeňských pánů práce (Метал-машини пльзенського лорда праці ) (2001)
- Hymny šedé síly (Гімн сірої сили) (2002)
- Ozvěny špíny (Відлуння бруду) (2002)
- Betonová opona (Бетонні завіси) (2002)
- Nad propastí dne (Над безоднею дня) (2003)
- Melša - Frank Zappa meets Darkthrone (Мелс - Френк Заппа відповідає Darkthrone) (2003)
- Paměti špinavé lávky (Спогади про брудний пішохідний міст) (2004)
- Lití podzimního asfaltu (Заливка асфальту восени) (2005)
- Páně & Uhelná pánev (Володар і вугільний басейн) (2cd,2008)
- Úplná demontáž lidstva (Повне видалення людства) (2009)
- Kovový háj (Металевий гай) (2010)
- IVO - Industriální Velké Obrození (IVO -Велике Промислове Відродження) (2010)
- Spočinutí (Відпочинок) (2011)
- KKW  (2012)
- Selement (2012)

### EPs
- Jaro nevidět (Весна скоро)(2011)

### Демо
- The Hand of Nothingness (Рука небуття) (2003)